# Desognaphosa yabbra
Desognaphosa yabbra är en spindelart som beskrevs av Norman I. Platnick 2002. Desognaphosa yabbra ingår i släktet Desognaphosa och familjen Trochanteriidae. Inga underarter finns listade i Catalogue of Life.